# Шајкашки партизански одред
Шајкашки партизански одред је био партизанска јединица у саставу Народноослободилачке војске и партизанских одреда Југославије током Другог светског рата у Југославији.

## Историјат
Почетком новембра 1941. године одржан је у селу Ђурђеву у Шајкашкој последњи састанак преживелих чланова ПК КПЈ за Војводину: Жарка Зрењанина, Светозара Марковића, Бранка Бајића, Ђорђа Зличића и Стевана Дивнина. На састанку је донета одлука да покретом у Бачкој руководи Светозар Марковић, а покретом у Банату Жарко Зрењанин, који се почетком децембра 1941. године пребацио у Банат. На састанку је за члана Бироа ПК кооптиран Геза Тиквицки, а донета је и одлука да се формира I Шајкашки партизански одред. Од мањих партизанских група, углавном чланова Партије и СКОЈ–а, које су од стране непријатеља биле откривене у атарима својих села, а које се повлаче испред непријатеља у Жабаљски рит почетком новембра 1941. године стварају I Шајкашки партизански одред. Одред је састављен од мањих партизанских група — десетина из Чуруга, Жабља, Ђурђева и Госпођинаца и бројао је око 60 бораца са око 30 пушака, неколико пиштоља, око 60 бомби и са око 3000 метака. Делови одреда имали су неколико сукоба са окупаторском жандармеријом у којима је убијено 4 жандарма. Командант одреда био је Стеван Дивнин, секретар СК Жабаљ, стари комуниста, револуционар и бивши наредник Црвене армије (у Октобарској револуцији], а комесар одреда је Ђула Молнар. Руководство одреда тражило је да врши акције, док је више партијско руководство сматрало да треба још неко време чекати (почетак 1942) и да треба почети са акцијама када наступи расуло на Источном фронту. Одред је био солидно постављен, али није био запослен и та пасивност га је уништавала. Једно време, у децембру 1941. године I Шајкашки одред повезао се са Меленачким одредом. Мађарски окупатор је у неколико махова вршио извиђања терена ради откривања одреда, али без успеха. Крајем децембра пребачене су у Шајкашку веће непријатељске формације са циљем извићања и чишћења терена. Једна од таквих извиђачких јединица сукобила се са одредом у Шајкашком риту, на салашу Гавре Пустајића 4. јануара 1942 године. Командант одреда Стеван Дивнин није био у одреду. Борбом је руководио комесар одреда Ђула Молнар који је припремио одред за борбу, пустивши непријатеља на око сто метара и тада је отворио ватру. Иако је непријатељ имао око сто војника и нешто аутоматског оружја, био је изненаћен ватром. Комесар није искористио тај моменат да разбије непријатеља, већ је наредио повлачење. Користећи се главним одводним каналом према Тиси, комесар је једну групубораца поставио у заседу, док се друга и даље повлачила. Непријатељ је упао у клопку и заустављен је снажном плотунском ватром. У то време други вод је извршио, после уништавања непријатељског митраљеза, напад са бока непријатеља. Овај напад, је био изненадан за непријатеља и он се дао у бекство. Читав одред је заједнички кренуо на јуриш и у борби уништио око 30 непријатељских војника. Заплењена је знатна количина оружја. Док се одред сређивао и правио план за даљу борбу, приметио је кретање моторних возила и велике групе непријатељске пешадије. Почео се повлачити на један други салаш и водио је борбу против надмоћнијег непријатеља до ноћи. Када је пала ноћ, одред покушава продор кроз непријатељски обруч; један део одреда је у томе успео, док су остали изгинули у борби. Сутрадан у чишћењу Жабаљског рита погинуло је још неколико бораца, тако да је од око 50 бораца колико је било у одреду, остало живих свега неколико, који се укључују у политички рад партијских организаЦијау својим местима. Одред је формално разбијен и као такав престаје да постоји. У борби је погинуо и комесар одреда Ђула Молнар.

## Штаб одреда
Штаб одреда су чинили: 
- командант Стеван Дивин Баба, Картара,
- политички комесар Ђупа Молнар – Браша,
- заменик команданта одреда Бранко Стојков– Чобан,
- интенданти одреда Стојко Ратков – Вава и Стеван Грбић, и
- болничарка Ката Человић.[2]

## Други шајкашки партизански одред
Наредбом Главног штаба Војводине од 22. јула 1944. формирана је бачко-барањска зона. За команданта је изабран Светислав Величковић, за комесара Ђорђе Васић, а наредбом штаба бачко-барањске зоне од 23. августа 1944. године формиран је II Шајкашки партизански одред. Командант одреда је био Александар Козарски-Бале, а политички комесар Тодор Гавриловић-Риле. Одред прелази на свој терен (жабаљски, тителски, новосадски н бечејски срез) и већ у септембру прелази у акције. Део II Шајкашког одреда у садејству са Новосадским одредом –врши половином септембра напад на железничку станицу у Руменки, где убија 4 жандарма, врши напад на железничку станицу у Бачком Петровцу, где пали магазине и кудељу. II Шајкашки одред оперише и на терену бечејског среза, где напада поједине патроде и кудељаре.